# Dziewczyna o złotych oczach

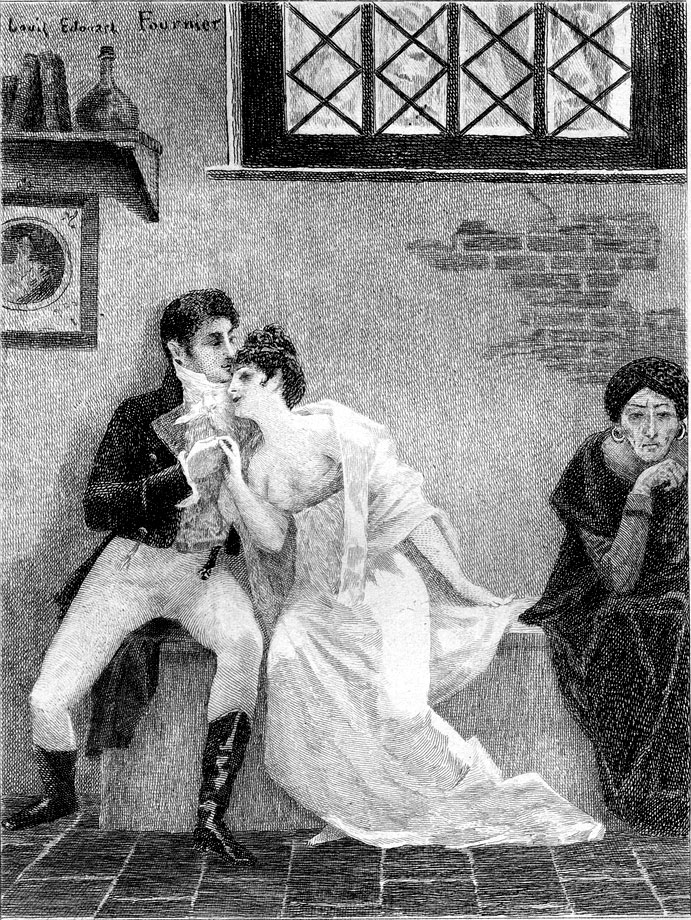

Dziewczyna o złotych oczach (fr. La Fille aux yeux d’or) – powieść Honoriusza Balzaka, stanowiąca część niedokończonej Historii Trzynastu, z cyklu Komedia ludzka. Utwór został zadedykowany malarzowi Eugène Delacroix. 

## Treść
Hrabia Henri de Marsay, syn angielskiego lorda Dudleya, lekkomyślny, rozrzutny dandys, przypadkowo spotyka tajemniczą piękność, tytułową dziewczynę o złotych oczach. Po kilku spotkaniach piękna Paquita zostaje jego kochanką. O wszystkim dowiaduje się jednak siostra de Marsaya i kochanka Paquity, markiza de San Real, która zabija dziewczynę za popełnioną zdradę. 

## Cechy utworu
Dziewczyna o złotych oczach, podobnie jak pozostałe komponenty Historii Trzynastu, jest historią o miłości łączącą realizm i zamierzone przez autora realistyczne przesłanie z romantyczną fantazją. Opisując zamknięcie Paquity przez swoją kochankę, Balzak ukazuje pozycję wielu kobiet w ówczesnym Paryżu – traktowanych jedynie jako obiekt uczuć erotycznych, izolowanych od świata w złotych klatkach. Całość nabiera jednak cech fantastycznych poprzez wprowadzenie egzotycznej scenerii (przepiękny buduar Paquity, jej ciemnoskóry opiekun-niewolnik) i dramatyzmu wydarzeń, w tym finałowej sceny zabójstwa. 
Chociaż bohaterka utworu, Paquita, jest kolejną realizacją balzakowskiego wyobrażenia o młodej kobiecie zdolnej do śmierci z miłości (jak Koralia ze Straconych złudzeń czy Estera z Blasków i nędz życia kurtyzany), to równocześnie ona i markiza San Real są jedynymi postaciami Komedii ludzkiej jawnie przedstawionymi jako homoseksualne. Fakt przedstawienia związku dwóch kobiet jako równie pełnego namiętności co tradycyjna relacja kobiety i mężczyzny stał się zresztą przyczyną krytyki utworu jako niemoralnego przez współczesnych Balzaka.

## Ekranizacje
- La fille aux yeux d'or, film w reżyserii Jeana Gabriela Albicocco[1]